# Château d'Aron
Le château d'Aron était un château situé en rase campagne. Ses vestiges sont situés dans le parc des Forges d'Aron, situé dans la commune d'Aron dans le département de la Mayenne. Une tour ronde, entourée d'un double fossé aujourd'hui comblé est l'unique vestige du château.

## Histoire
Le château d'Aron a été construit au XVe siècle.  Il était protégé par des fossés. Les ravages de la guerre de Cent ans, puis la Ligue, ont contribué à sa destruction. 
II reste bien peu d'éléments pour retracer l'histoire de ce château, et le mystère de la tour devient d'autant plus grand. Il est fait la description suivante des restes du château d'Aron, à la fin de l'année 1659, par Madeleine de Souvré, marquise de Sablé, veuve de Philippe-Emmanuel de Laval-Bois-Dauphin, dans l'aveu qu'elle rend au cardinal de Mazarin, duc de Mayenne, le 19 décembre 1659 :
Du château d'Aron avec ses fortifications, disait-elle, il n'y a plus qu'un corps de logis couvert en tuiles et bardeaux, une grosse tour couverte d'ardoises, une cave et un chenil. Ces constructions sont disposées autour d'une cour au-devant de l'habitatio du maître de forges). L'enceinte du château,  close par de doubles fossés, pleins d'eau, et de doubles murailles, renferme en outre deux jardins, une pièce de terre derrière le château, un verger appelé le Petit-Parc, le tout contenant environ trois journaux. Les bâtiments sont en mauvais état et les murailles de clôture en ruines. Un ancien parc de six journaux a été divisé en trois pièces, l'une en pré et les deux autres en terres labourables. Une motte à conil se trouve dans le pré dit de la Haie-d'Aron.